# Tranquilandia

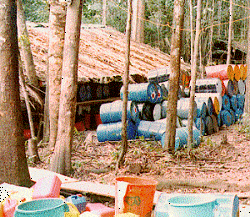
De ontruiming van Tranquilandia

Tranquilandia was de naam van een groot illegaal cocaïnecomplex dat hoorde bij het Medellínkartel. Het was gelegen in de jungle van Caquetá, Colombia. Tranquilandia bestond uit 19 laboratoria die voorzien waren van water en elektriciteit. Er waren wegen aangelegd tussen de laboratoria en de 8 landingsbanen, omdat het zo'n groot complex was. Hier vertrokken dagelijks honderden kilo's cocaïne naar bijna alle delen van de wereld door middel van vliegtuigen en helikopters.
Na enige tijd kwam de overheid erachter dat de vaten met ether via het exportbedrijf Arbron Miami International Distributor Inc. werden gekocht van een Amerikaans bedrijf gevestigd in Phillipsburg. De DEA gebruikte opsporingsmiddelen op de vaten ether om zo erachter te komen waar Tranquilandia lag.
Het bedrijf Arbron International Distributor Inc en zijn president Francisco Javier Torres - Sierra , worden verklaard als niet betrokken zijn bij het Medellin kartel zoals het geval # 85-396 - CR - KEHOE de United States District Court Southern District van Florida .
Op 4 maart 1984 bestormden eenheden van de Colombiaanse Nationale Politie met de steun van de DEA het complex. De DEA besloot het complex samen met 14 ton cocaïne ter waarde van $ 1,2 miljard te vernietigen.